# Langues minahasanes
Les langues minahasanes sont un des sous-groupes des langues philippines, un des rameaux de la branche malayo-polynésienne des langues austronésiennes.
Ces langues sont parlées en Indonésie, dans la province de Sulawesi du Nord, sur l'île de Célèbes. Elles ont été nommées d'après « Minahasa », qui est le nom que se donne un ensemble de populations habitant la province.

## Classification

Les langues philippines, entourées en bleu

Le Néerlandais Adriani (1925) est le premier à reconnaître la parenté des cinq langues minahasanes et à voir que les autres langues de la région, notamment le bantik et le sangir, qui sont des langues sangiriques, et le ponosakan, qui est une langue du sous-groupe gorontalique des langues grandes philippines centrales, ne sont pas incluses dans ce groupe. Sur le plan historique et culturel, les Bantik et les Ponosakan sont en effet inclus dans l'ensemble minahasa.
Blust (1991) inclut les langues minahasanes dans le rameau des langues philippines. La composition de ce groupe est la suivante  :
- tombulu,
- tondano,
- tonsawang,
- tonsea,
- tontemboan.

## Vocabulaire
Comparaison d’exemples de vocabulaire de base des langues minahasanes :
| français | indonésien                 | tombulu | tondano | tonsawang | tonsea      | tontemboan |
| -------- | -------------------------- | ------- | ------- | --------- | ----------- | ---------- |
| deux     | dua                        | zua     | rua     | dua       | dua         | rua        |
| cinq     | lima                       | lima    | lima    | lima      | dima        | lima       |
| eau      | air (danau : « lac »)      | zano    | rano    | ahe       | doud        | rano       |
| feu      | api (bara : « braise »)    | api     | api     | baha      | api         | api        |
| terre    | tanah                      | tanaʔ   | tanaʔ   | toʔba     | tanaʔ       | tanaʔ      |
| oreille  | telinga                    | luntəŋ  | taliŋa  | taliŋa    | duntəŋ      | luntəŋ     |
| froid    | dingin                     | zate    | qəʔqər  | kolotin   | mədate      | utiŋ       |
| grand    | besar                      | səla    | waŋkoʔ  | bakoʔ     | səla, waŋko | waŋkər     |
| je       | aku                        | aku     | aku     | ahu       | nyaku       | aku        |
| savoir   | tahu                       | -taʔu   | -taʔu   | -taʔu     | -taʔu       | aku        |
| dire     | bilang                     | -kua    | - lilaʔ | -kua      | -tudu       | -nuwuʔ     |
| gratter  | garuk                      | -korkor | -koʔkor | -karot    | -korkor     | -koʔməs    |
| souffler | (sebut : « mentionner » ?) |         |         | -səput    |             |            |

## Sources
- (en) Liao, Hsiu-Chan, A Typology of First Person Dual pronouns and their Reconstructibility in Philippine Languages, Oceanic Linguistics, 47:1, pp. 1-29, 2008.
- (en) Sneddon, J.N, The Languages of Minahasa, North Celebes, Oceanic Linguistics, IX:1, pp. 11-36, 1970.